# Nils Södervall
Nils Södervall, född 19 april 1791 i Ringarums församling, Östergötlands län, död 15 juni 1846 i Godegårds församling, Östergötlands län, var en svensk präst.

## Biografi
Nils Södervall föddes 1791 på Sörby i Ringarums socken. Han var son till bondens Magnus Nilsson och Lena Persdotter. Södervall blev 1813 student vid Uppsala universitet och avlade 1821 magisterexamen. Han prästvigdes 24 november 1822 och blev huspredikant hos greve Carl Edvard Gyldenstolpe i Ulvåsa. 1824 blev han komminister i Stjärnorps församling och 1829 kyrkoherde i Godegårds församling. Södervall blev 1844 prost. Han avled 1846 i Godegårds socken.

### Familj
Södervall gifte sig 20 februari 1825 med Sara Christina Egnell (1796-1877). Hon var dotter till domkyrkosysslomannen i Linköpings församling. De fick tillsammans barnen Christina Mathilda Södervall (född 1826) som var gift med bruksinspektorn Johan Oliver Wallberg, Nils Fredrik Södervall (född 1829) och Helena Charlotta Södervall (1839-1908) som var gift med kommissionären Anders Reinhold Siegbahn i Motala.